# Bad Großpertholz
Bad Großpertholz ist eine Marktgemeinde mit 1286 Einwohnern (Stand 1. Jänner 2024) im Bezirk Gmünd in Niederösterreich.

## Geografie
Bad Großpertholz liegt im Freiwald, im nordwestlichen Waldviertel an der Grenze zwischen Tschechien und Österreich. Von den 82,4 km² Gemeindefläche sind 76,39 Prozent bewaldet.

### Naturpark
Im Jahr 1987 wurde der 526 Hektar große Naturpark Nordwald Großpertholz gegründet. Er bietet einen Schauraum zum Leben der Holzarbeiter, Wandermöglichkeiten im Hochmoor und Themenwege.

### Gemeindegliederung
Das Gemeindegebiet umfasst 12 Ortschaften (in Klammern Einwohnerzahl Stand 1. Jänner 2024):
- Abschlag (79)
- Angelbach (118) samt Fischbach und Osang
- Bad Großpertholz (513) samt Brennerhof, Reinberg und Rindlberg
- Hirschenstein (0)
- Karlstift (132) samt Eichelberg, Gugu und Stadlberg
- Mühlbach (117)
- Reichenau am Freiwald (69)
- Scheiben (80)
- Seifritz (17)
- Steinbach (36)
- Watzmanns (67)
- Weikertschlag (58) samt Leitenhof, Spiegelhof und Stockmühle

Die Gemeinde besteht aus den Katastralgemeinden Abschlag, Angelbach, Großpertholz, Karlstift, Mühlbach, Reichenau, Seifritz, Steinbach, Watzmanns und Weikertschlag.
Mit der NÖ. Kommunalstrukturverbesserung erfuhr das Gemeindegebiet durch die Eingemeindung von Weikertschlag (samt Steinbach) 1967, Abschlag (samt Seifritz) und Watzmanns (samt Mühlbach) 1970 sowie Karlstift und Reichenau 1971 eine starke Erweiterung.

### Nachbargemeinden
|                          | St. Martin                                  | Weitra       |
| Pohorská Ves (CZ)        | Kompassrose, die auf Nachbargemeinden zeigt | Großschönau  |
| Sandl (OÖ) Liebenau (OÖ) | Langschlag                                  | Groß Gerungs |

## Geschichte
Großpertholz wurde Mitte des 12. Jahrhunderts durch Berthold von Schiefern-Arnstein gegründet, der zum Schutz der Siedlung ein Festes Haus errichtete. Dieses wurde im 17. Jahrhundert zu einem Schloss ausgebaut.
1358 wurde Großpertholz eine eigenständige Pfarre.
Ab dem 17. Jahrhundert erlebte der Ort einen wirtschaftlichen Aufschwung als Umschlagplatz der in den umliegenden Glashütten erzeugten Produkte. Auch die verbreitete Hausweberei sowie die starke Ausweitung der Holzerzeugung ab dem 19. Jahrhundert sorgten für Einkommen und Beschäftigung. 1850 konstituierte sich Großpertholz mit den Orten Angelbach, Fischbach, Brennerhof, Holzluß, Rindlberg und Scheiben zur Gemeinde Großpertholz.
1902 wurde der südliche Ast der Waldviertler Schmalspurbahnen von Gmünd bis Steinbach – Groß Pertholz eröffnet, das weitere Teilstück bis Groß Gerungs im folgenden Jahr.
Ab dem Zweiten Weltkrieg setzte ein Rückgang der Holzindustrie ein; dazu kam die Randlage nach dem Ersten Weltkrieg und in verstärktem Maß nach dem Zweiten Weltkrieg. Die daraus resultierende Abwanderung ist an den kontinuierlich abnehmenden Einwohnerzahlen abzulesen (siehe Einwohnerentwicklung).
1964 wurde das erste Kurhaus mit Moorbad eröffnet.
Seit 1983 ist die offizielle Bezeichnung der Gemeinde Bad Großpertholz.

## Einwohnerentwicklung
Nach einem starken Bevölkerungsrückgang zwischen 1951 und 2001 verflacht die Abnahme. Vor allem die stark negative Wanderungsbilanz trägt zum Rückgang der Einwohnerzahl bei.

## Kultur und Sehenswürdigkeiten

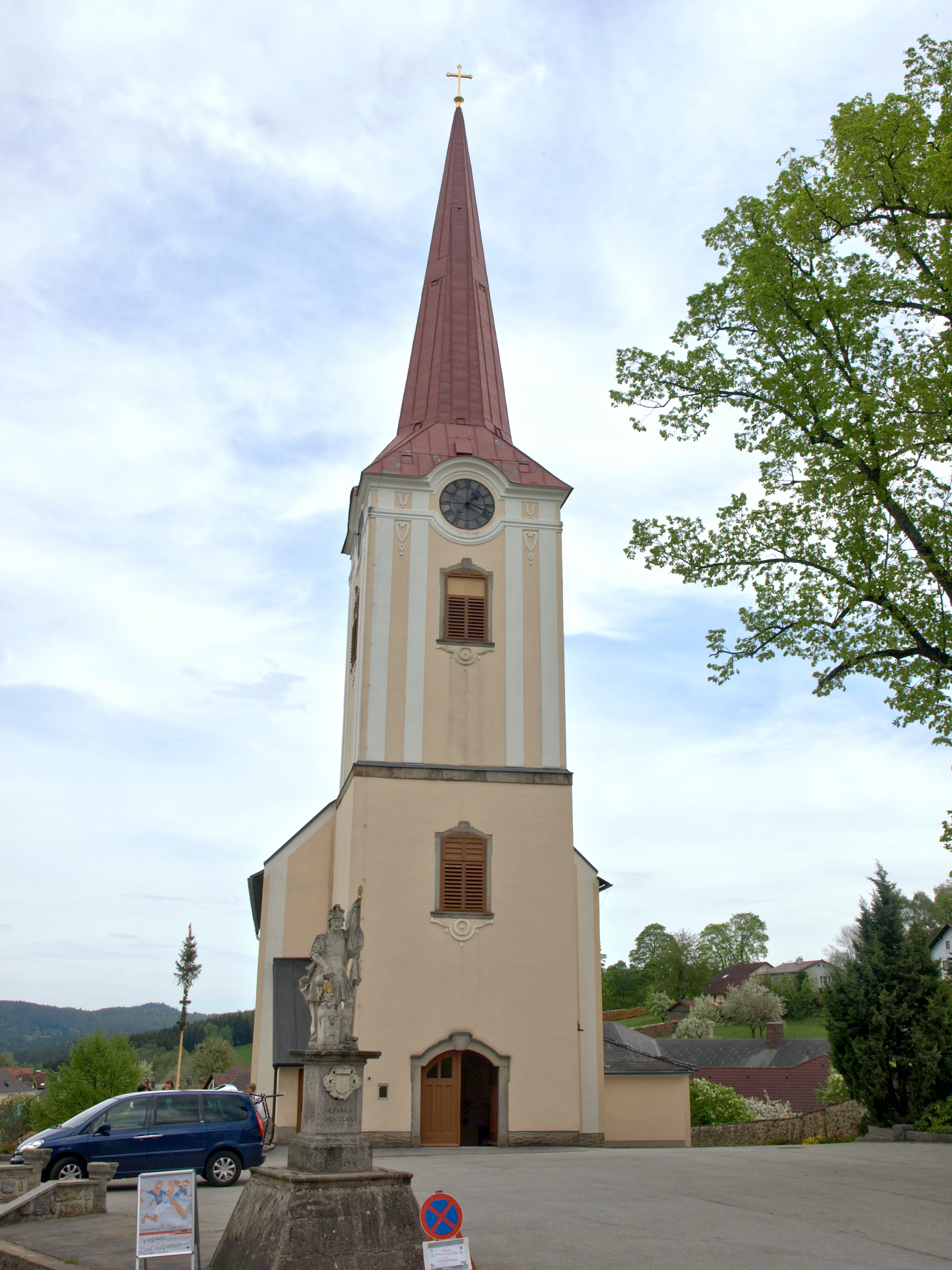
Pfarrkirche Bad Großpertholz

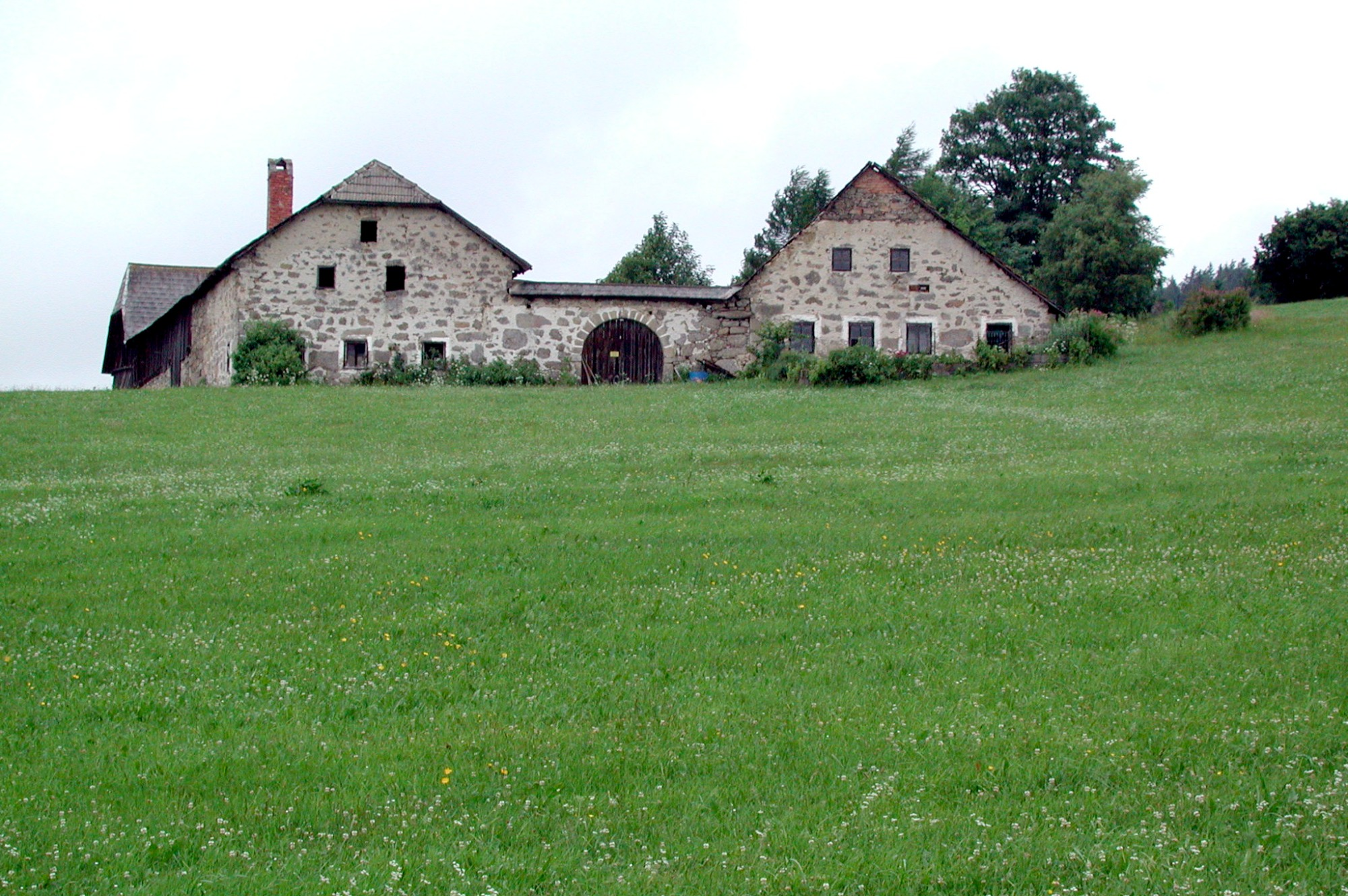
Bauernhof beim Ortsteil Karlstift

- Katholische Pfarrkirche Bad Großpertholz Hll. Bartholomäus und Thomas: Es handelt sich um eine barocke Saalkirche mit romanischem Ursprung.
- Am Hauptplatz unterhalb der Kirche steht eine Dreifaltigkeitssäule aus dem Jahr 1715.
- Das Schloss Großpertholz im Osten des Orts ist ein barockes Gebäude, dessen Außengestaltung von Umbauten im 19. Jahrhundert geprägt ist. Im Schloss befindet sich eine den Heiligen Sebastian und Florian geweihte Schlosskapelle.
- Oberhalb des Schlosses steht die neugotische Hackelberg’sche Gruftkapelle.
- Die spätbarocke Pfarrkirche Karlstift wurde von 1772 bis 1775 erbaut.
- In Karlstift befinden sich auch ein 1828 erbautes Herrschaftshaus der Freiherren von Hackelberg-Landau aus Großpertholz, die 1906 errichtete Dreifaltigkeitskapelle am Eichelberg und eine Grenzsäule am Schanzberg.
- Auf der 1616 errichteten Säule an der Grenze von Niederösterreich, Oberösterreich und Böhmen sind Bilder der Landesheiligen Leopold, Florian und Wenzel angebracht.
- Die Ortskapelle von Steinbach zum gekreuzigten Heiland wurde 1786 erbaut.
- Die Ortskapelle von Watzmanns stammt aus der Mitte des 19. Jahrhunderts, jene von Abschlag, Angelbach und Reichenau am Freiwald aus der zweiten Hälfte des 19. Jahrhunderts.
- Die 1965 an Stelle eines barocken Vorgängerbaus errichtete Ortskapelle von Mühlbach ist Johannes Nepomuk geweiht. Im Westen von Mühlbach steht ein ehemaliges Hammerwerk aus dem 18. Jahrhundert.
- Naturpark Nordwald
- Holzhackerwettbewerb in Karlstift[7]

## Wirtschaft und Infrastruktur
Im Jahr 2010 gab es in der Gemeinde 142 land- und forstwirtschaftliche Betriebe. Mit Stand von 2011 waren zudem 66 nichtlandwirtschaftliche Arbeitsstätten ausgewiesen. Die Zahl der Erwerbstätigen am Wohnort lag 2011 bei 639, was einer Erwerbsquote von 51,43 Prozent entspricht. Die 1789 errichtete Wurzmühle in Bad Großpertholz ist die letzte noch betriebene Papiermühle des Waldviertels.

### Verkehr
- Straße: Die Gemeinde liegt an der Vorrangstraße (ehemals Bundesstraße 41) von Gmünd nach Freistadt. Über Nebenstraßen besteht eine Straßenverbindung nach Zwettl.
- Bahn: Der Regelbetrieb auf der Waldviertler Schmalspurbahn wurde Ende Mai 2001 eingestellt; die Strecke wird noch als Museumsbahn touristisch genützt.[9]

### Öffentliche Einrichtungen
In der Gemeinde gibt es einen Kindergarten, eine Volksschule und eine Mittelschule.

### Gesundheit
In der Marktgemeinde befindet sich ein Moorbad mit den Schwerpunkten Heilmoor, Stütz- und Bewegungsapparat und Rheuma.

## Politik

### Gemeinderat
Der Gemeinderat hat 19 Mitglieder.
- Nach den Gemeinderatswahlen in Niederösterreich 1990 hatte der Gemeinderat folgende Verteilung: 11 ÖVP, 6 SPÖ, und 2 Sonstige.
- Nach den Gemeinderatswahlen in Niederösterreich 1995 hatte der Gemeinderat folgende Verteilung: 11 ÖVP, 6 SPÖ, und 2 Liste der Alternative.[13]
- Nach den Gemeinderatswahlen in Niederösterreich 2000 hatte der Gemeinderat folgende Verteilung: 12 ÖVP, und 7 SPÖ.[14]
- Nach den Gemeinderatswahlen in Niederösterreich 2005 hatte der Gemeinderat folgende Verteilung: 13 ÖVP, und 6 SPÖ.[15]
- Nach den Gemeinderatswahlen in Niederösterreich 2010 hatte der Gemeinderat folgende Verteilung: 11 ÖVP, und 8 SPÖ.[16]
- Nach den Gemeinderatswahlen in Niederösterreich 2015 hatte der Gemeinderat folgende Verteilung: 13 ÖVP, 5 SPÖ, und 1 FPÖ.[17]
- Nach den Gemeinderatswahlen in Niederösterreich 2020 hatte der Gemeinderat folgende Verteilung: 8 ÖVP, 6 SPÖ, und 5 FPÖ.[18]
- Nach den Gemeinderatswahlen in Niederösterreich 2025 hat der Gemeinderat folgende Verteilung: 13 SPÖ, 3 ÖVP und 3 FPÖ.[19]

### Bürgermeister
- bis 2005 Josef Jansen (ÖVP)
- 2005–2014 Manfred Artner (ÖVP)
- 2014–2017 Harald Vogler (ÖVP)
- 2017–2019 Klaus Tannhäuser (ÖVP)
- 2019–2020 Martina Sitz (ÖVP)
- 2020–2022 Hermann Hahn (FPÖ)
- seit 2022 Manfred Grill (SPÖ)[20]

## Persönlichkeiten

### Ehrenbürger der Gemeinde
- Adolf Pfleiderer (1877–1957), Unternehmer
- Herbert Pfleiderer (1912–1982), Unternehmer

### Söhne und Töchter der Gemeinde
- Sepp Koppensteiner (1898–1981), Heimatforscher und Mundartdichter
- Friedrich Weissensteiner (1927–2023), Historiker
- Hermann Knapp (* 1964), Schriftsteller

### Mit der Gemeinde verbundene Persönlichkeiten
- Anton Anderl (1909–1988), Eisenbahner und Abgeordneter zum Landtag, verbrachte hier Teile seiner Kindheit
- Karl Bichler (1873–1931), Pfarrer und Politiker, war hier Pfarrer
- Wolfgang Böhm (* 1946), Maler und Grafiker
- Katrin Mladek (* 1989), Naturbahnrodlerin aus Reichenau am Freiwald